# Ugo De Censi

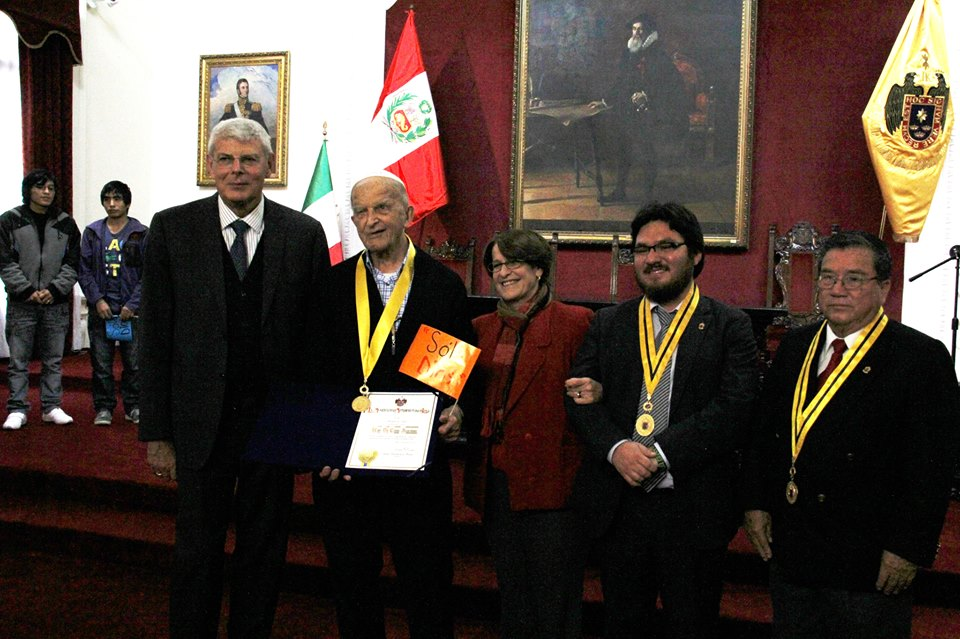
Verleihung der Medalla de Lima an Ugo De Censi

Ugo De Censi Scarafoni SDB (* 26. Januar 1924 in Polaggia, Berbenno di Valtellina, Italien; † 2. Dezember 2018 in Lima, Peru) war ein katholischer Ordensgeistlicher.  

## Leben
Ugo De Censi trat der Ordensgemeinschaft der Salesianer Don Boscos bei und studierte Katholische Theologie und Politikwissenschaften. Am  8. März 1951 empfing er die Priesterweihe im Mailänder Dom durch Alfredo Ildefonso Kardinal Schuster OSB. Er war fast zwanzig Jahre in einem Erziehungsheim der Salesianer in Arese in der Provinz Mailand tätig.
Im Jahr 1965 nahm er in Rom am XIX. Generalkapitel der Salesianer teil und befasste sich mit der Missionsarbeit in Lateinamerika. Ab 1967 engagierte er sich für den Bau eines Jugendzentrums im brasilianischen Poxoréo, in deren Folge er die Hilfsorganisation Operazione Mato Grosso (OMG) gründete. 1976 verließ er Italien und wurde Pfarrer in Chacas (Territorialprälatur Huari) in der peruanischen Hochlandprovinz Ancash. 1979 gründete er in den Armenvierteln eine Schule für Holzschnitzerei, um den Jugendlichen Ausbildung, Unterkunft und Verpflegung zu bieten. Zudem gründete er die Oratorio delle Ande, um Kindern und Jugendlichen mit Praktikumsplätzen Weiterentwicklungsmöglichkeiten zu geben. 1994 war er Initiator für die Gründung des Mariä Himmelfahrt Krankenhauses, das hauptsächlich durch Spenden der Operazione Mato Grosso aus dem Erzbistum Mailand finanziert und von Kardinal Carlo Maria Martini eingeweiht wurde. Danach gründete er Häuser für verlassene und verwaiste Kinder in Peru, unter anderem in Chuquibambilla und in Nuevo Chimbote, und initiierte zahlreiche Infrastrukturprojekte.

## Ehrungen und Auszeichnungen
- Medalla de Oro de Santo Toribio de Mogrovejo der Bischofskonferenz von Peru (2002)
- Orden de las Palmas Magisteriales des Erziehungsministerium von Peru (2003)
- Orden El Sol del Perú der peruanischen Regierung (2008)
- Condecoración con la Medalla Ministerio de Energía y Minas (2010)[5]
- Condecoración con la Medalla de Lima (2013)
- Namensgeber der Grundschule in Chacas (Institución Educativa “Maestro Ugo de Censi”)
- Verleihung der peruanischen Staatsbürgerschaft